# Африканский сип
Африканский сип или гриф Рюппеля (лат. Gyps rueppellii) — хищная птица рода грифы. Вид назван в честь немецкого зоолога Эдуарда Рюппеля.
Распространён в саваннах на севере (южнее Сахары) и востоке Африки. Длина тела 65—85 см, вес 4—5 кг. Местопребывание во многом зависит от численности копытных животных в регионе.

## Размножение
Африканские сипы гнездятся группами на уступах скал. Они образуют колонии, которые обычно состоят из 10—1000 гнезд. Пары образуются на всю жизнь.
В гнездо, грубо сделанное из больших палок, самка откладывает 1—2 яйца, о которых заботятся оба родителя.
Возможно, наиболее высоко летающие птицы: известен случай столкновения птицы с самолётом на высоте 11 277 м.

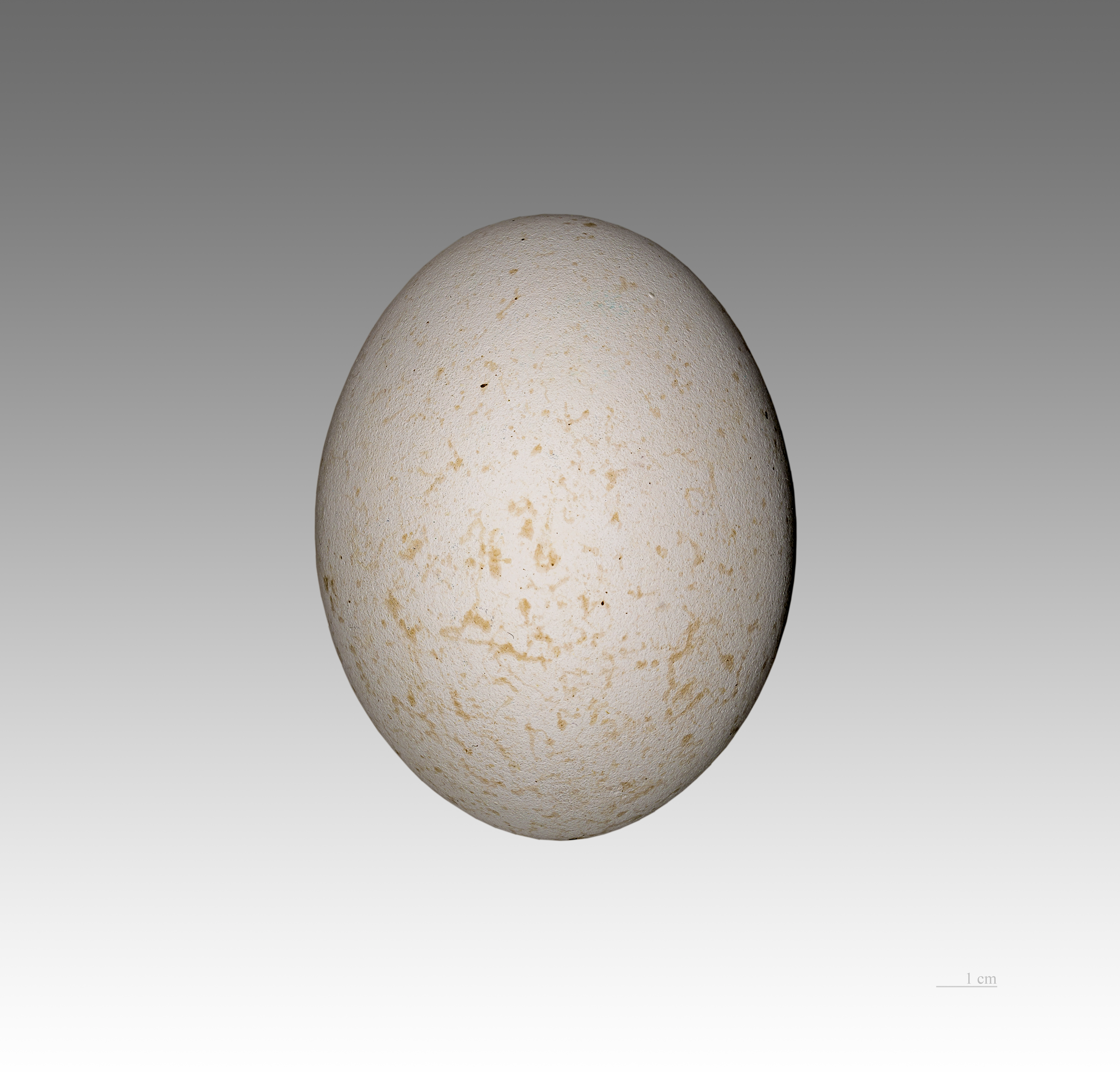
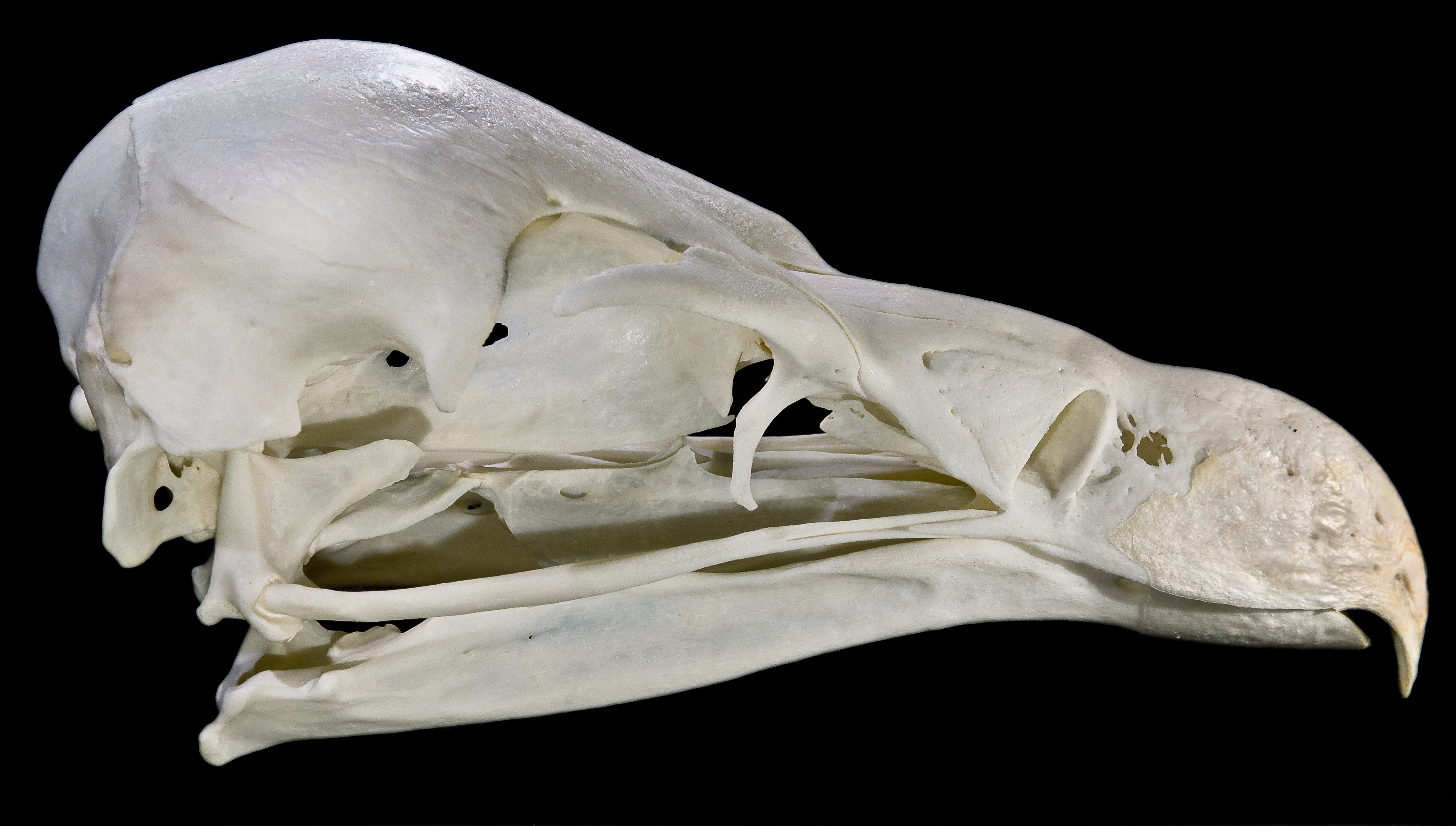

## Статус популяции
Международный союз охраны природы присвоил этому виду охранный статус «Находящиеся на грани полного исчезновения». Общая популяция африканского сипа оценивается примерно в 22 000 особей, причем определенные популяции находятся в следующих областях: Танзания (3000 пар); Кения (2000 пар); Эфиопия (2000 пар); Судан (2000 пар); и Западная Африка (2000 пар).